# Anton Hykisch
Anton Hykisch (Selmecbánya, 1932. február 23. – Pozsony, 2024. július 17.) szlovák író, politikus, országgyűlési képviselő (1990–1992), Szlovákia nagykövete Kanadában (1993–1997).

## Életútja
Tanulmányait szülővárosában Selmecbányán, majd Bakabányán, Léván végezte. 1951 és 1956 között a pozsonyi Közgazdaságtudományi Egyetem hallgatója volt. 1956 és 1958 között kutatóintézetben, 1958-ban a Vasútépítő Vállalatnál, 1958 és 1962 között a pozsonyi Kertészeti és Szabadidős Szolgálatánál dolgozott. 1962 és 1969 között a Csehszlovák Rádióban dolgozott szerkesztőként. 
Csehszlovákia 1968-as szovjet csapatok általi megszállása után politikai nézetei miatt elbocsátották, és nem publikálhatott. 1969 és 1974 között a Szlovák Tudományos Akadémia Központi Könyvtárában, majd a Szlovák Képzőművészeti Alapnál, 1974-től a Diele-ben dolgozott irodalmi szerkesztőként. 1987-től a Mladé letá kiadó szerkesztője, majd igazgatója volt.
1990 és 1992 között parlamenti képviselő, majd 1993 és 1997 között kanadai nagykövet volt.

## Művei
- Sen vchádza do stanice (1961, novella)
- Krok do neznáma (1959, 1963, regény, az első kiadást bezúzták)
- Stretol som ťa (1963, elbeszélés)
- Naďa (1964, novella)
- Námestie v Mähringu (1965, regény)
  - Mähringben találkozunk; fordította Havas Márta; Tatran–Európa, Bratislava–Budapest, 1967
- A nikde nenajdeš klid neboli Vražda v lázních (1971, krimi, csak cseh nyelven jelent meg)
- Čas majstrov (1977, kétkötetes történelmi regény)
  - Mesterek kora; fordította L. Gály Olga; Európa, Budapest, 1981
- Vzťahy (1978, novella)
- Dobre utajený mozog (1979, tudományos-fantasztikus novellák és novellák gyűjteménye)
- Túžba (1980, novella)
- Milujte kráľovnú (1984, történelmi regény)
- Atómové leto (1988, regény)
- Obrana tajomstiev (1990)
- Mária Terézia (1999)
- Trinásta hodina. Čas majstrov (2006, újrakiadás)
- Sám v cudzích mestách (2006)
- Spomeň si na cára (2007)
- Rozkoše dávnych čias (2009, regény a 20. századról önéletrajzi elemekkel)
  - Régi idők örömei; fordította Dunajszky Éva; Gondolat, Budapest, 2020
- Verte cisárovi (2016, történelmi regény II. József uralkodásának időszakából)
- Bezhlavý čas (2022)

### Gyermekkönyvek
- Budúcnosť je už dnes (1987)
- Kamarát Čipko (1989)

### Esszék
- Nebojme sa sveta (2001)
- Čo si o tom myslím (2003)

### Egyéb művek
- Pre mňa nehrá blues (1965, a Krok do neznáma regény alapján készült film forgatókönyve)
- Praskanie (1966, rádiójáték)
- Kanada nie je „kanada“ (1968, útikönyv)
- Počatie (1969, rádiójáték)
- Volanty do nebies (1975, könyv autóversenyzésről és híres versenyzőkről)
- Také čudné rozhovory (1988, rádiós munka)
- Dovolenka v Pekingu (1990, útikönyv)
- Ako chutí politika. Spomienky a záznamy z rokov 1990 – 1992 (2004)
- Moja Štiavnica (2012)